# 刘鹤章
刘鹤章（1941年—），汉族，江苏常州人，中华人民共和国政治人物、第十一届全国政协委员。西安公路学院（现长安大学）汽车系汽车运输与修理专业毕业。
加入中国民主建国会，担任中国内部审计协会副会长、审计署原副审计长、全国工商联原副主席。2008年，当选第十一届全国政协委员，代表中华全国工商业联合会，分入第二十一组。